# Dokosanol
Dokosan-1-ol, též nazývaný behenylalkohol, je nasycený mastný alkohol s 22 atomy uhlíku. Používá se v kosmetice jako zvlhčovač, emulgátor, a zahušťovadlo.
V roce 2000 byl dokosanol schválen jako antivirotikum k léčbě oparů.

## Vedlejší účinky
Nejčastějším vedlejším účinkem dokosanolu je bolest hlavy; tyto bolesti bývají mírné.
Při klinických testech se bolest hlavy objevila u 10,4 % lidí, kterým byl podán krém s obsahem dokosanolu, a u 10,7 % těch, kteří dostali placebo.
Vážnějšími, ale méně častými, vedlejšími účinky jsou alergické reakce, doprovázené dušností, otoky na tváři, synkopami, nevolností, nebo bolestí na hrudi.
Objevit se mohou také akné, svědění, vyrážka, zarudlost, průjem, a bolesti.

## Mechanismus účinku
Dokosanol pravděpodobně působí skrz interakce s fosfolipidy na povrchu hostitelských buněk, které stabilizuje a brání spojení obalu herpetického viru s těmito buňkami. Tím se omezuje schopnost viru spojit se s membránou buňky, vstoupit do ní, a následně se množit.